# مظفرآباد (بردسکن)
مظفرآباد نام روستایی از توابع بخش انابد شهرستان بردسکن در استان خراسان رضوی است. این روستا در دهستان صحرا قرار دارد و براساس سرشماری سال ۱۳۹۵ جمعیت آن ۱٬۵۲۴ نفر (۴۷۰ خانوار) بوده است.